# فهرست والیان پکتیکا
جدول زیر فهرست والیان ولایت پکتیکا افغانستان است.

## فهرست
| والی | والی | والی              | دوره                         | جزئیات | یاداشت |
| ---- | ---- | ----------------- | ---------------------------- | ------ | ------ |
|      |      | محمد علی جلالی    | ۲۰۰۲ ۲۰۰۴                    |        |        |
|      |      | محمد گلاب منگل    | ۲۰۰۴ ۲۰۰۶                    |        |        |
|      |      | محمد اکرم خپلواک  | مارس ۲۰۰۶ ۲۰۰۹               |        |        |
|      |      | عبدالقیوم کتوازی  | ژانویه ۲۰۰۹ ۲۰۱۰             |        |        |
|      |      | محب الله صمیم     | ۲۱ آوریل ۲۰۱۰ ۲۲ دسامبر ۲۰۱۴ |        |        |
|      |      | عبدالکریم متین    | ۲۲ دسامبر ۲۰۱۴ ۲۰۱۵          |        |        |
|      |      | امین الله شاروق   | ۱۵ مه ۲۰۱۵ ؟؟؟               |        |        |
|      |      | الیاس وحدت        | ژوئن ۲۰۱۶ ۲۴ جدی/دی ۱۳۹۷     |        |        |
|      |      | مجیب‌الرحمان سمکنی | ۲۴ جدی/دی ۱۳۹۷ کنونی         |        |        |